# Idaea peluraria
Idaea peluraria är en fjärilsart som beskrevs av Hans Reisser 1939. Idaea peluraria ingår i släktet Idaea och familjen mätare. Inga underarter finns listade i Catalogue of Life.